# Eisold (Baumeisterfamilie)
Die Baumeisterfamilie Eisold stellte in der sächsischen Lößnitz, dem Gebiet des heutigen Radebeul, drei Generationen lang, von der Mitte des 19. bis Mitte des 20. Jahrhunderts, Baumeister, Architekten und weitere mit dem Baugeschehen Verbundene, wobei die Zeit ihres größten Einflusses in dem halben Jahrhundert zwischen etwa 1875 und 1925 lag.
Insbesondere der Inhaber der von ihm 1864 gegründeten Serkowitzer Baufirma F. W. Eisold, Friedrich Wilhelm Eisold (* 29. März 1831 in Fischbach; † 2. Oktober 1886 in Serkowitz, heute Radebeul), ein Zeitgenosse der Gebrüder Ziller, hatte ebenso wie diese einen großen Einfluss auf die Entwicklung Radebeuls in der zweiten Hälfte des 19. Jahrhunderts. Ebenso wie die Gebrüder Ziller kaufte F. W. Eisold ganze Areale, erschloss komplette Straßenzüge und bebaute diese mit Villen und Landhäusern. Seine Firma wurde erst durch den Sohn Wilhelm Eisold (1861–1942) und dann durch den Enkel Rudolf Eisold (1895–1946) fortgeführt.
Friedrich Wilhelms jüngster Sohn Johannes Eisold (* 15. August 1878 in Serkowitz; † 20. September 1959 in Radebeul) firmierte mit seinem Architektur- und Baubüro unter seinem eigenen Namen. Ab 1904 war Johannes Mitglied in der Dresdner Freimaurerloge „Zu den ehernen Säulen“. Sein Büro wurde später von Hans Gert Eisold (1908–1973) übernommen, der dann unter der Firmierung Gert Eisold, vormals Baumeister Johannes Eisold auftrat. Gert Eisold führte die Unternehmungen wieder zusammen: 1939 firmierte er mit dem Büro unter der Meißner Straße 143, führte aber auch den Werkplatz in der Eisoldstraße 24 und betrieb die familiären Kiesgruben.

## Geschichte

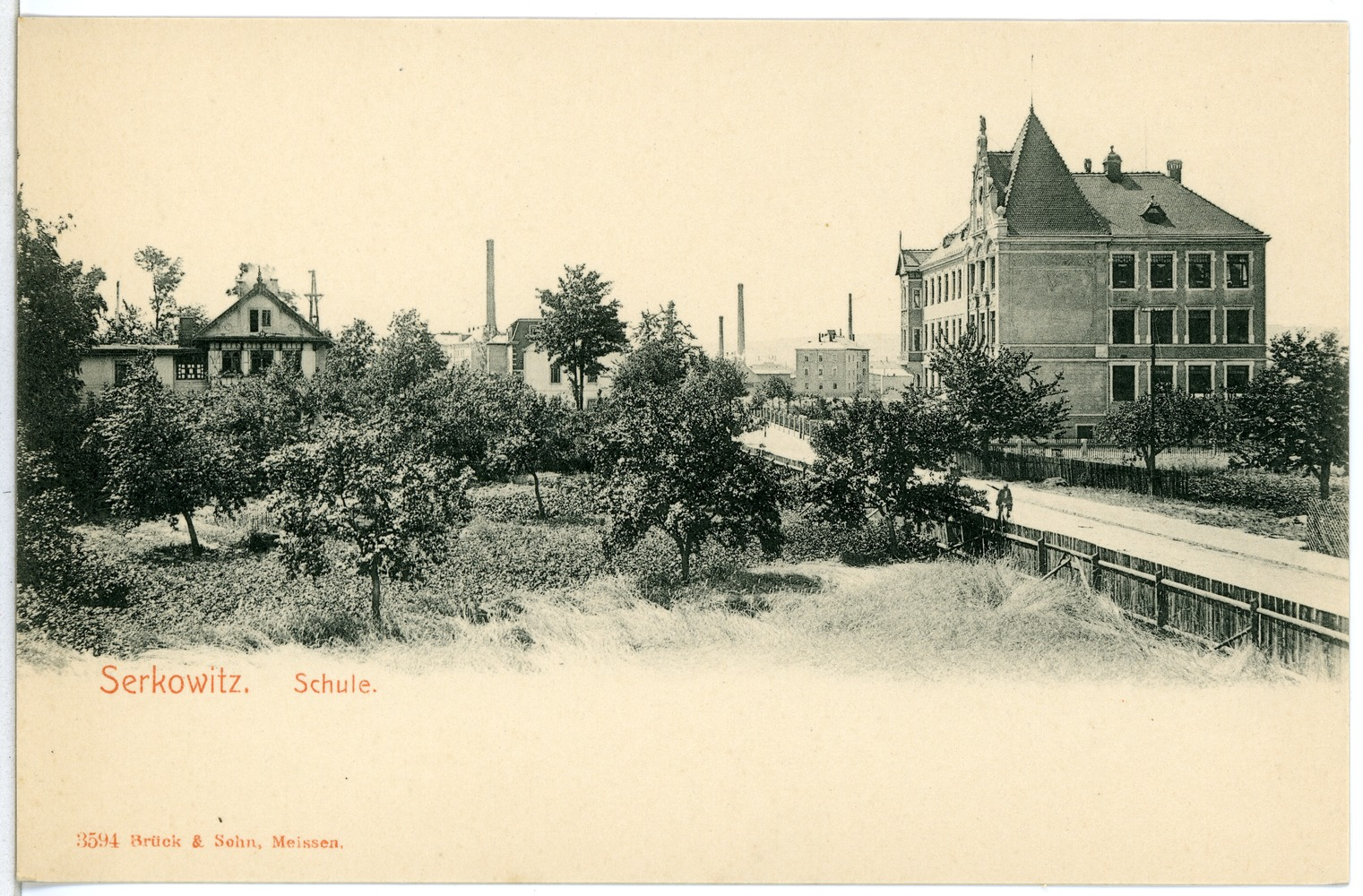
Eisoldsche Ziegelei im Hintergrund, rechts die Rosegger-Schule (1903)

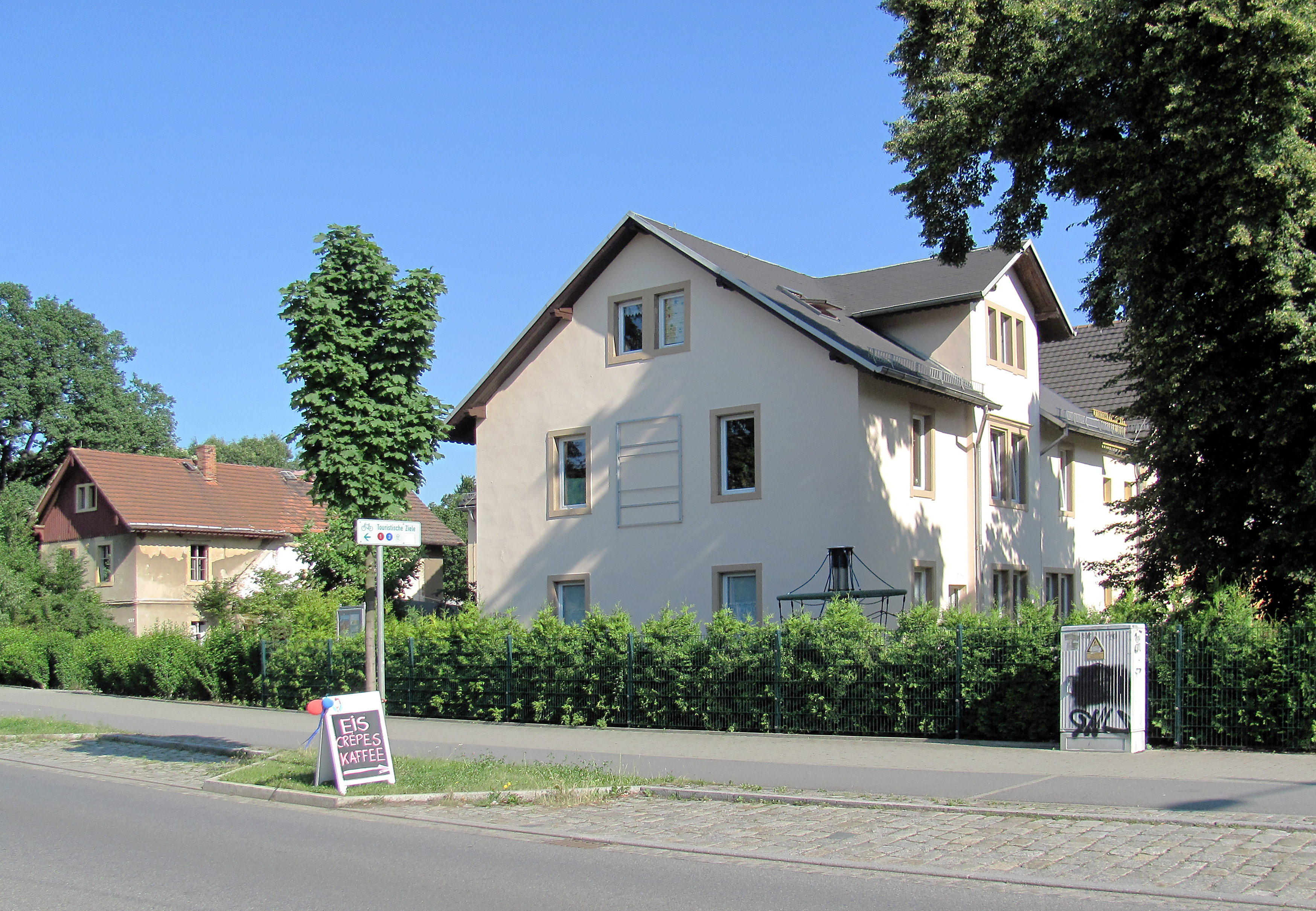
Die beiden ehemaligen Wohnhäuser der Bauunternehmung F. W. Eisold, 2013. Davor stand längs noch ein Wohn- und Geschäftsgebäude, welches 2005 der Straßenerweiterung weichen musste. Das linke Wohnhaus F. W. Eisolds wurde Ende 2013 abgerissen.

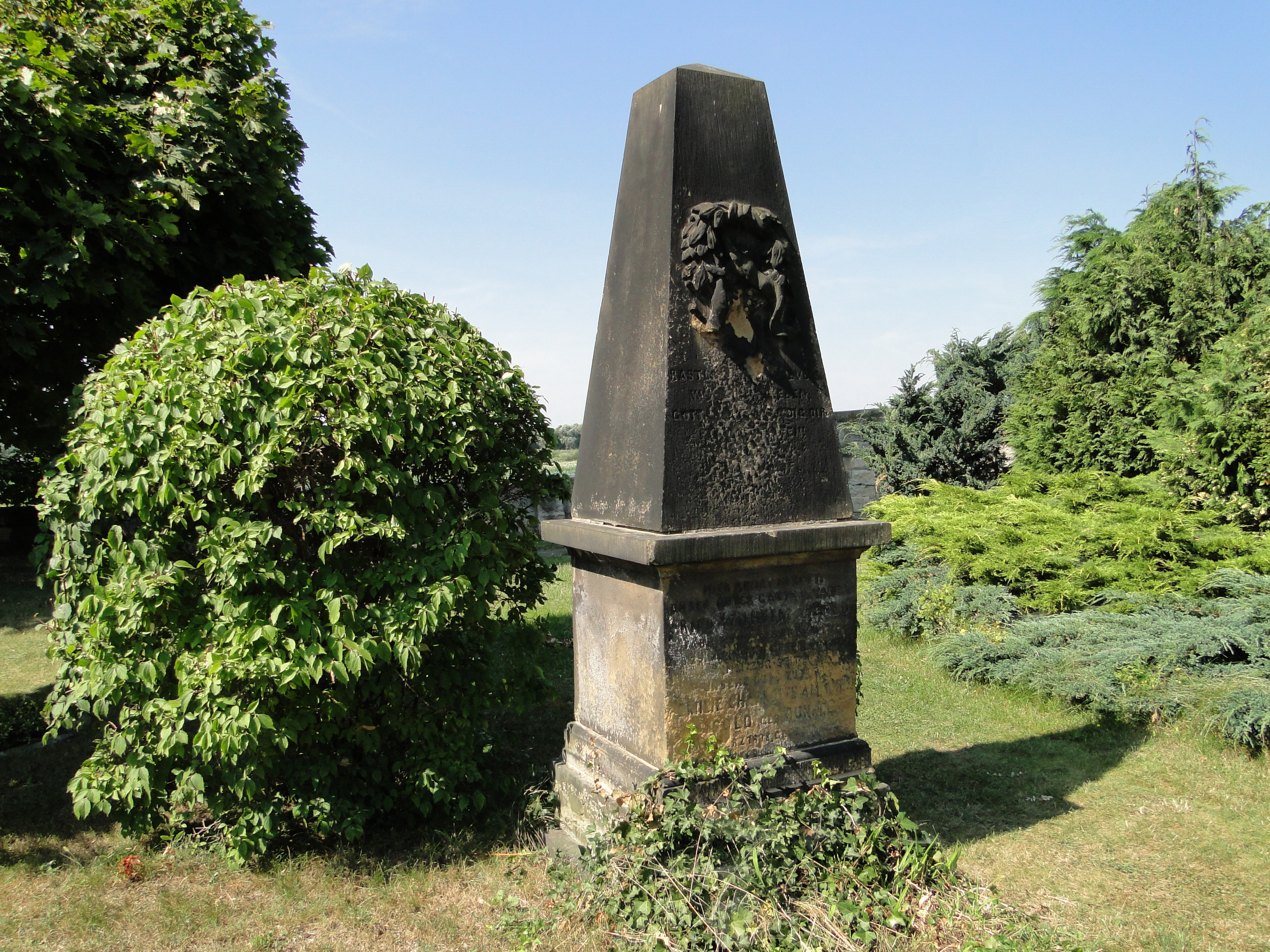
Grabmal Friedrich Wilhelm Eisold, Friedhof der Emmauskirche in Kaditz (2009). 2014 ließ ein Nachkomme es denkmalpflegerisch restaurieren.

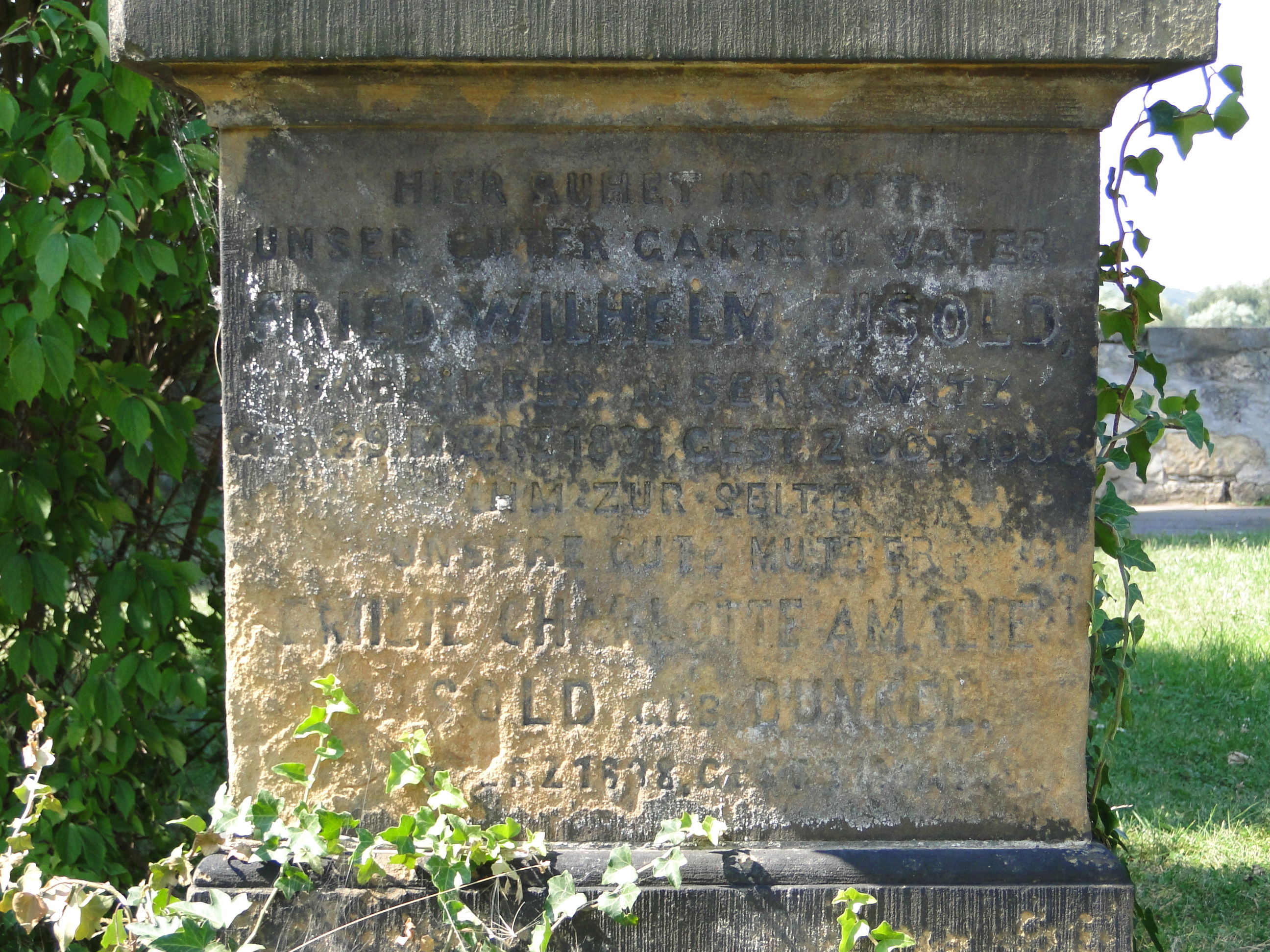
Grabmal Friedrich Wilhelm Eisold, Inschrift

Der Baumeister Friedrich Wilhelm Eisold erwarb 1860 das Gebäude des Gasthofs zur „Goldenen Weintraube“ in Niederlößnitz (heute Goldne Weintraube sowie Sitz der Landesbühnen Sachsen, Meißner Straße 152), die er 15 Jahre bewirtschaftete und von wo aus er ein Fuhrgeschäft betrieb. Im Jahr 1864 gründete er die Bauunternehmung F. W. Eisold, deren langjähriger Firmensitz auf der gegenüberliegenden Straßenseite in der Meißner Straße 139 (ehemalige Adresse Dresdner Straße 18) und damit auf Serkowitzer Gemeindegebiet lag. Von dort aus erwarb F. W. Eisold freie Flächen in der Region und bebaute diese mit Wohngebäuden, die er in seinem eigenen Entwurfsbüro plante, oder die von Architekten ohne eigene Bauunternehmung für ihn geplant wurden.
Auf dem Areal zwischen Wasastraße, Serkowitzer Straße und Friedhofstraße baute sich Eisold eine eigene Ziegelei, Eisold & Co. die 1872 erst konventionell arbeitete und 1883 zur Dampfziegelei umgerüstet wurde. Mit den vorhandenen Dampfmaschinen betrieb Eisold zusätzlich auch noch ein Dampfsägewerk. Mit dem Tod des Firmengründers 1886, der auf dem Kirchhof der Emmauskirche in Kaditz beerdigt wurde, übernahm sein Sohn, der Baumeister Max Eisold (1866–1931), die Leitung von Eisold & Co. und sein Bruder Wilhelm Eisold die Leitung von F. W. Eisold. Dieser war eines der aktiven Mitglieder des Verschönerungsvereins für die Lößnitz und Umgebung. Von Wilhelm Eisold und dem Oberlößnitzer Landschaftsgärtner Gustav Adolf Pietzsch (1854–1929) stammten die für den Verschönerungsverein erstellten Pläne für einen Waldpark im Osten Radebeuls, auf dem Gebiet der Jungen Heide. Die ab 1904 für die östliche Lößnitz entstandene Waldparkanlage erhielt anlässlich eines Besuchs des sächsischen Königs den Namen König-Friedrich-August-Park, später hieß sie Waldpark Radebeul-Ost.
Die fünf hohen Schornsteine des mit 114 Beschäftigten im Jahre 1905 lange Zeit größten industriellen Arbeitgebers von Serkowitz bildeten eine weithin sichtbare Landmarke. Zusätzlich besaß Eisold mehrere Steinbrüche in der Region. Zudem war er Gemeindeältester und Schulvorstandsmitglied.
Die Rohstoffgewinnung für die Ziegelei erfolgte zu Anfang gleich in der Nähe im sogenannten „Lehmloch“ südlich der Eisenbahnstation Radebeul-Weintraube. Später wurde er von Gohlis mit einer speziell zu diesem Zweck errichteten Feldbahn herantransportiert, die auch das über die Elbe angeflößte Bauholz in die Säge schaffte. Im Jahr 1906 brannte die Fabrik ab, wurde jedoch nach dem Wiederaufbau bereits im Jahr 1911 durch ein Großfeuer komplett zerstört.
Nach dem Großbrand wurde das Gelände aufgelassen und in der Folgezeit durch die Siedlung „Eisoldsche Häuser“ bebaut.
Im Jahr 1935 wurde auf dem Gelände der Eisoldschen Kiesgrube ein Brandgräberfeld mit diversen Grabbeigaben entdeckt, welches der Älteren Bronzezeit (1800 bis 1600 v. Chr.) zugeordnet wird.
Der Enkel Rudolf Eisold, der von seinem Vater die Verantwortung für das Bauunternehmen F. W. Eisold übernommen hatte, wurde nach dem Ende des Zweiten Weltkriegs im Jahr 1946 enteignet. Gleichzeitig verlor die 1897 Eisoldstraße benannte heutige Gohliser Straße ihren langjährigen Namen.
Das Familiengrab Eisold steht auf dem Friedhof Radebeul-Ost.

## Ausgewählte Werke (Baudenkmale)
Die im Folgenden auszugsweise aufgeführten Bauten sind hauptsächlich in der Denkmaltopographie Bundesrepublik Deutschland. Denkmale in Sachsen: Stadt Radebeul aufgeführte Kulturdenkmale. Sie stellen damit kein vollständiges Werkverzeichnis dar.

### F. W. Eisold

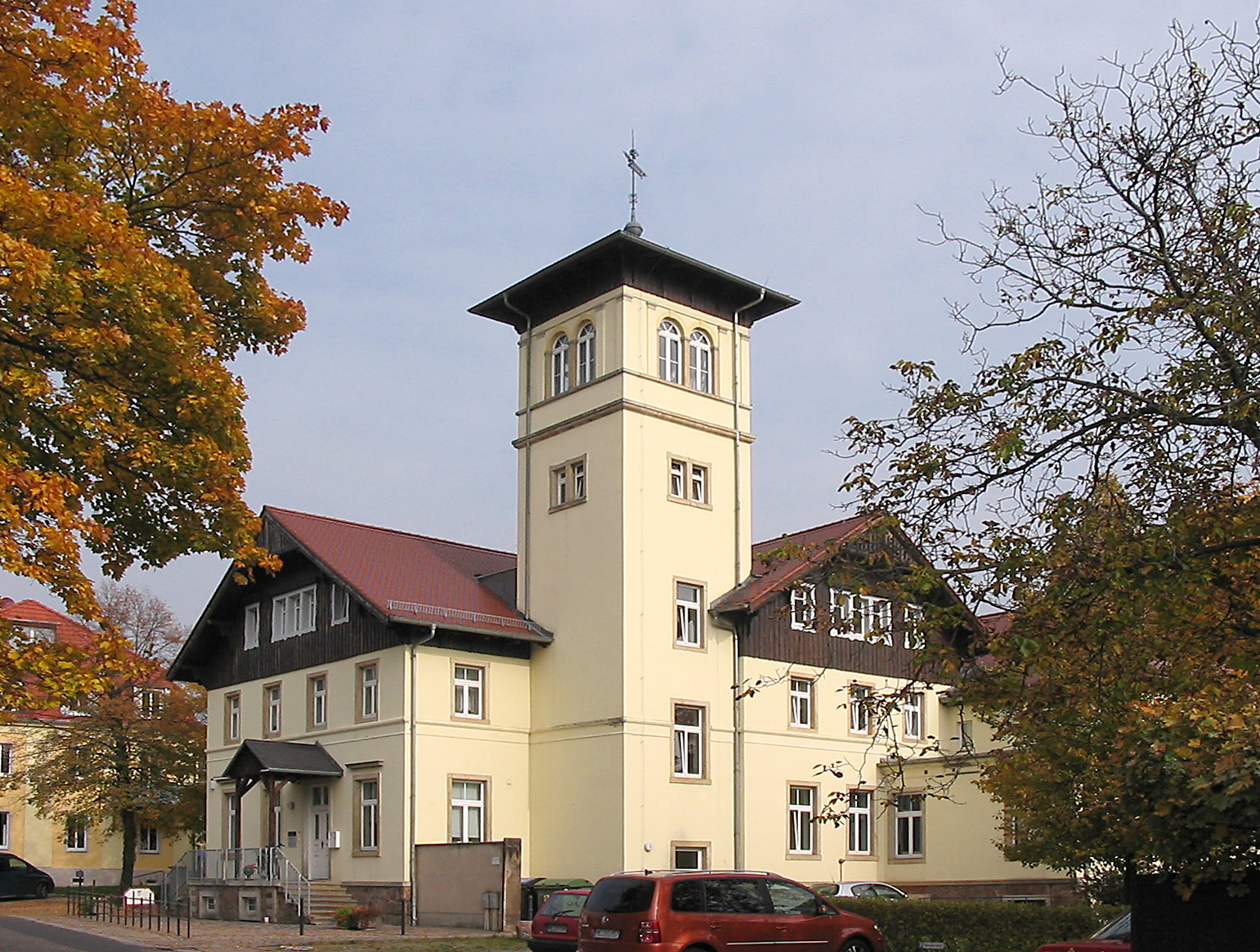
Albertschlösschen

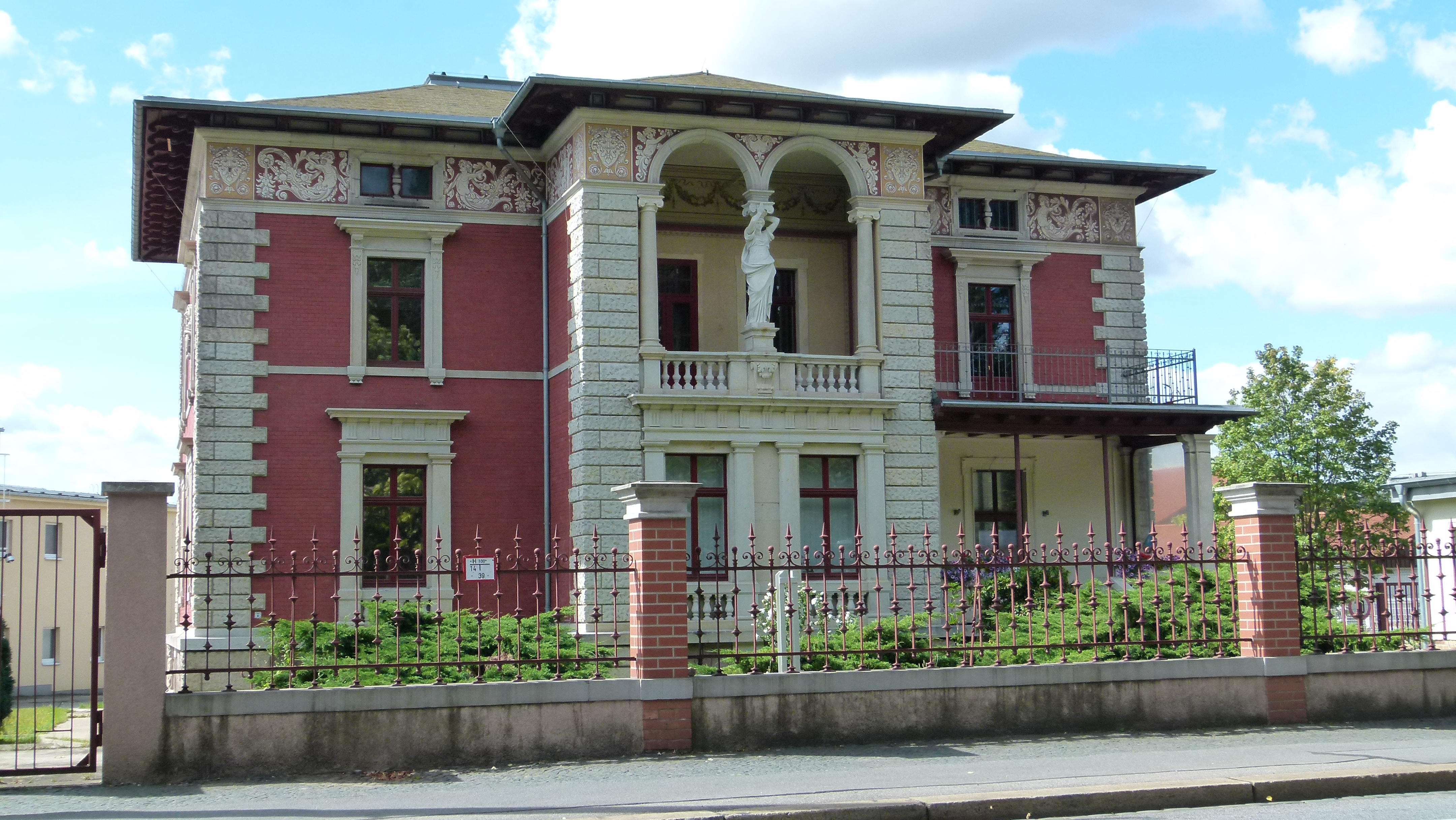
Fabrikantenvilla Teehaus

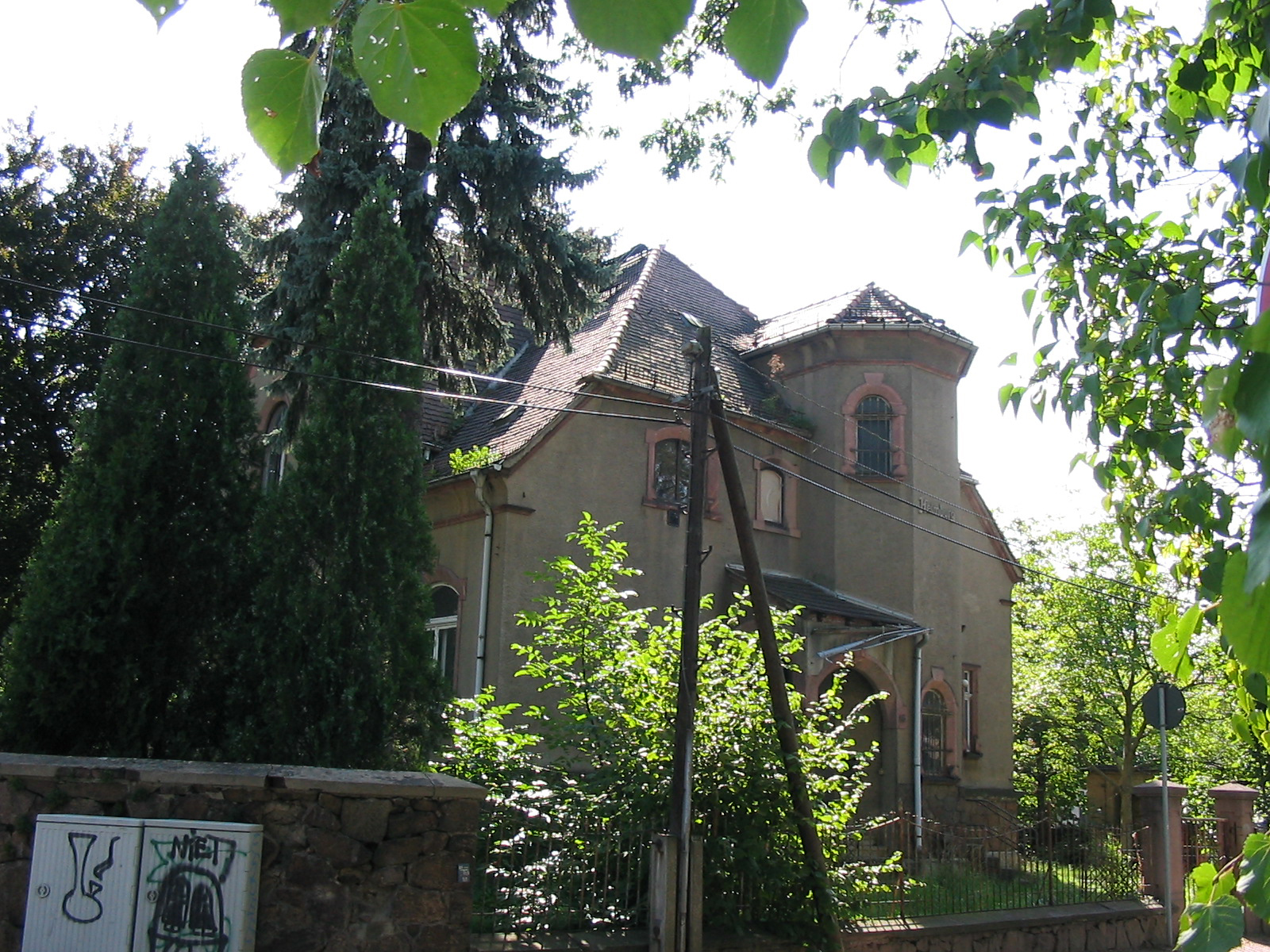
Villa Heimburg in der Borstraße

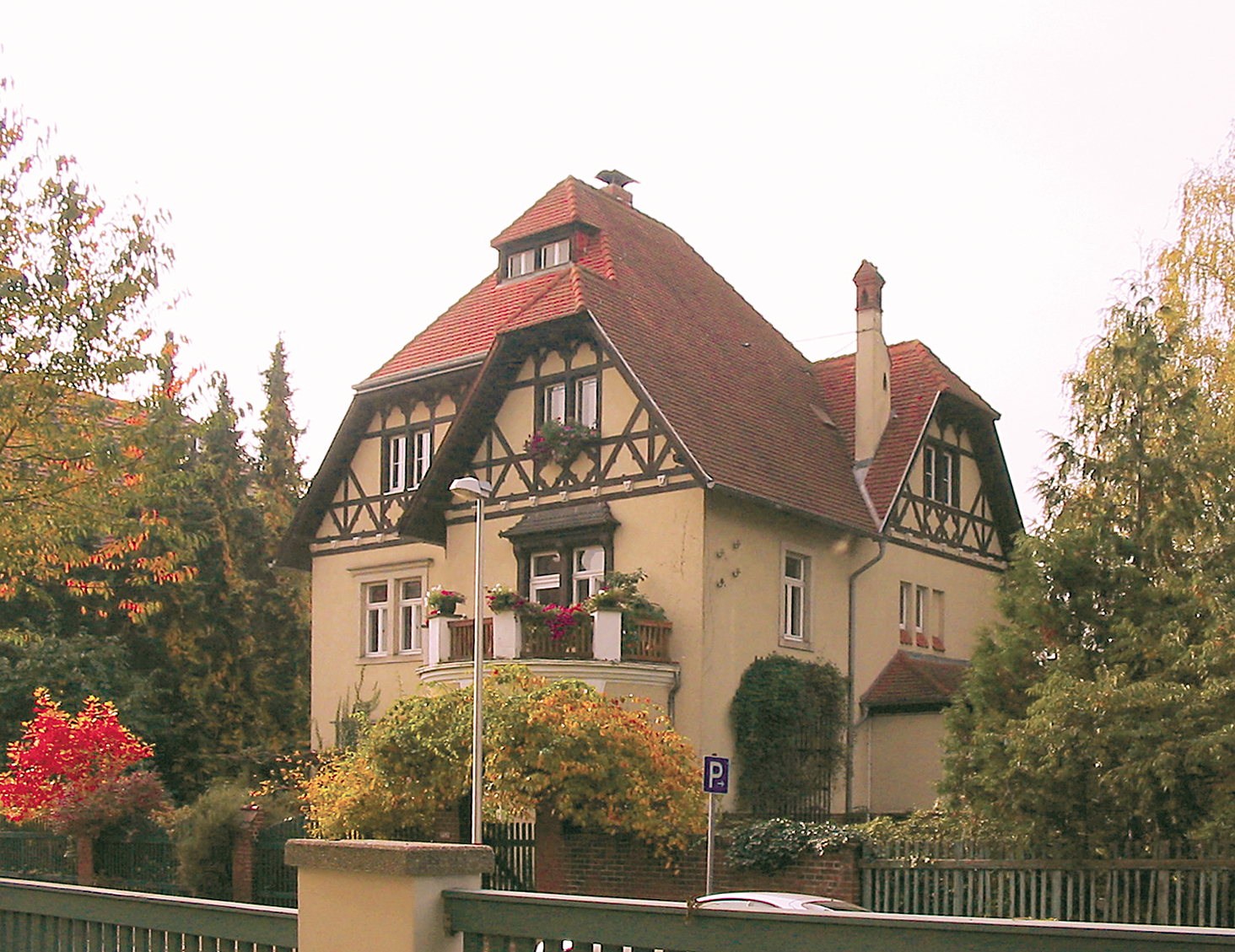
Villa Straße des Friedens 59

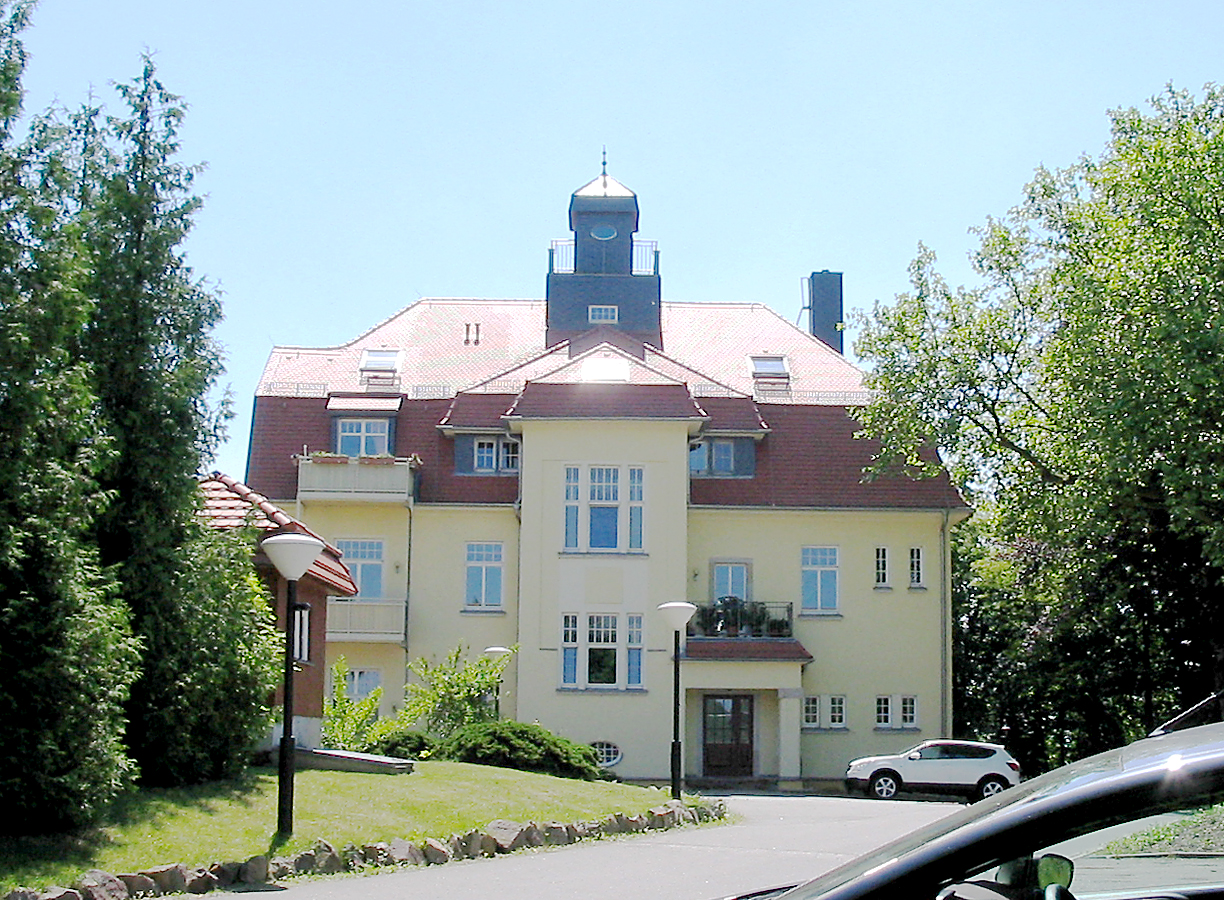
Kurhaus Wettin

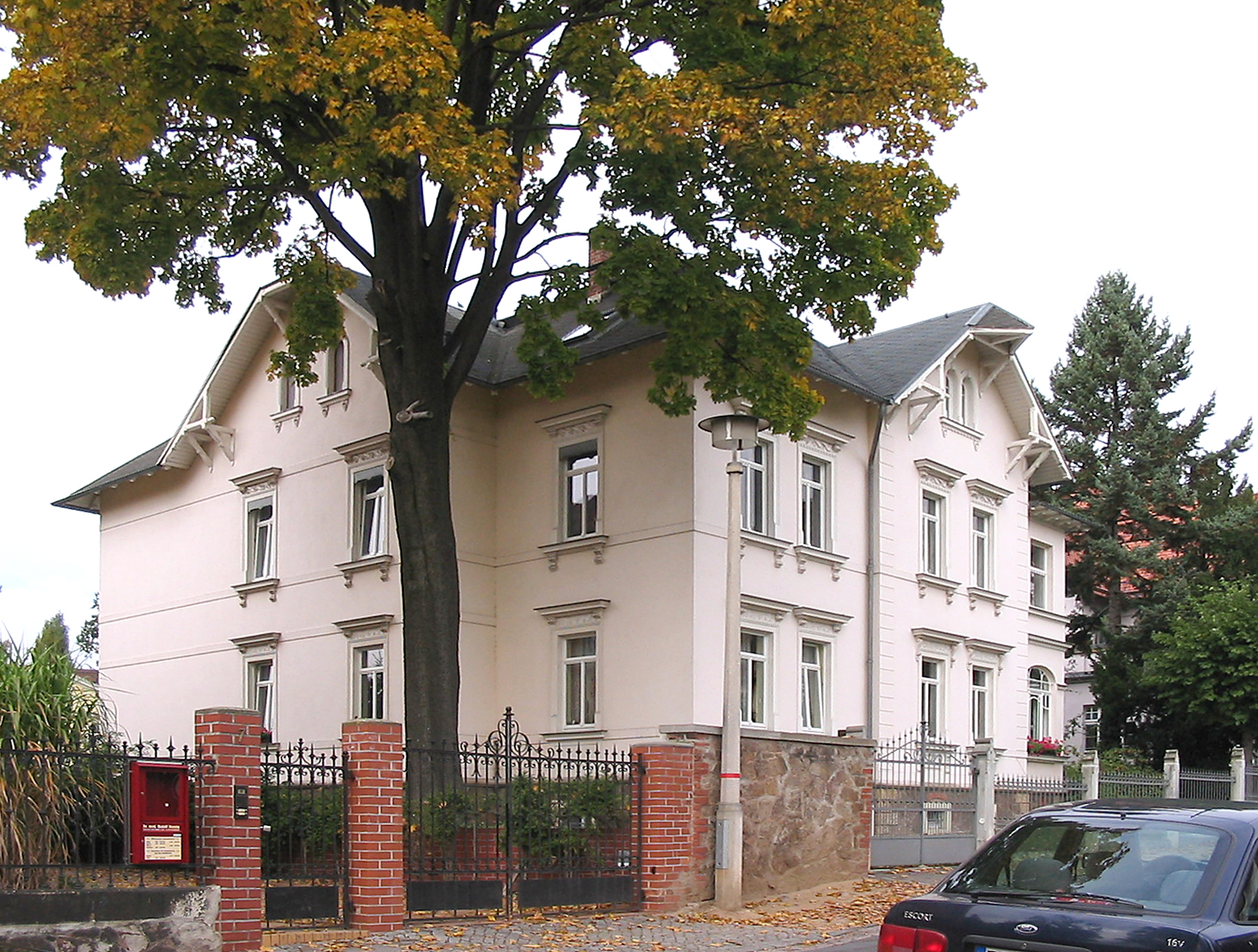
Mietvilla Rennerbergstraße 9

- 1873/1875: Villa Dr.-Schmincke-Allee 9 in Serkowitz, heute Radebeul (Entwurf: August Große)
- 1875/1877: Albertschlösschen in Serkowitz, Gohliser Straße 1 (Entwurf: Gebrüder Ziller)
- 1877: Villa Dr.-Schmincke-Allee 3 in Serkowitz
- 1879/1881: Villa Pestalozzistraße 39 in Serkowitz (Entwurf: Gustav Ziller, ähnlich dessen Werken Villa Eduard-Bilz-Straße 27 und Eduard-Bilz-Straße 34: Villa Otto Hennig)
- 1880/1881: Villa Friedrich Wilhelm Streil in Serkowitz, Dr.-Schmincke-Allee 5
- 1882: Villa Dr.-Schmincke-Allee 2 in Serkowitz
- 1882/1884: Villa Dr.-Schmincke-Allee 4 in Serkowitz (Entwurf der Aufstockung 1884: Carl Käfer)
- 1882/1884: Villa Dr.-Schmincke-Allee 8 in Serkowitz (Entwurf: August Große)
- 1884/1885: Wiederaufbau des abgebrannten bäuerlichen Wohn- und Wirtschaftsgebäude Altserkowitz 4 in Serkowitz
- 1889: Fabrikantenvilla Teehaus in Radebeul, Meißner Straße 47 (Entwurf: Carl Käfer)
- 1890: Villa Minni in Serkowitz, Dr.-Schmincke-Allee 20
- 1890: Villa Pestalozzistraße 47 in Serkowitz (Entwurf: Wilhelm Eisold)
- 1890: Brückenbauarbeiten (Brücke St. 26+20) der Lößnitzgrundbahn zur Einführung des Rollbockverkehrs[8]
- 1890/1891: Mietshaus Dr.-Rudolf-Friedrichs-Straße 11 in Kötzschenbroda
- 1891: Villa Grahl in Alt-Radebeul, Meißner Straße 103
- 1891: Umbauten am Haus Hermannsberg in Oberlößnitz, Weinbergstraße 34/34a
- 1891/1893: Erweiterung der Villa Charlotte in Alt-Radebeul, Goethestraße 1
- 1893: Wohn- und Geschäftshaus Ludwig Kühnel in Serkowitz, Meißner Straße 114
- 1894: Villa Bernhard Große in Radebeul, Zinzendorfstraße 17
- 1894/1895: Mietvilla Carl Gottfried Köhler in Alt-Radebeul, Goethestraße 7 (1911 Erkeranbau nach Entwurf Johannes Eisold)
- 1895: Villa Pestalozzistraße 45 in Serkowitz (F. W. Eisold zugeschrieben)
- 1895: Villa Heimburg in Niederlößnitz, Borstraße 15 (ab 1910 Wohnsitz von Wilhelmine Heimburg)
- 1901: Mietshaus Kötzschenbrodaer Straße 17 in Serkowitz
- 1902: Villa Carl Friedrich Reichelt in Oberlößnitz, heute Radebeul, Emil-Högg-Straße 15
- 1902/1904: Villa Straße des Friedens 59 in Serkowitz
- 1902/1905: Villa Carl Burk in Serkowitz, Straße des Friedens 57
- 1903/1904: Mietvilla Roseggerstraße 8 in Serkowitz (Entwurf: Oskar Menzel)
- 1903/1907: Landhaus Roseggerstraße 4 in Serkowitz (Entwurf: Oskar Menzel)
- 1904: Veranda-Umbau an der Villa Robert Herrmann Bischoff in Alt-Radebeul, Eduard-Bilz-Straße 1
- 1904: Veranda-Anbau an der Villa Einsteinstraße 2 in Radebeul
- 1904/1907: Villa W. B. Nettelbeck in Serkowitz, Roseggerstraße 1a (Entwurf: Wilhelm Eisold)
- 1905: Landhaus Weintraubenstraße 3 in Serkowitz (F. W. Eisold zugeschrieben)
- 1905: Bilzbad in Kötzschenbroda-Oberort, heute Radebeul, Meiereiweg 108
- 1906/1907: Landhaus Carl Schampel in Oberlößnitz, Hoflößnitzstraße 72
- 1906: Wettbewerbsentwurf für die Realschule mit Progymnasium in Serkowitz (unter 22 Einsendungen mit dem 1. Preis prämiert)
Das heutige Steinbachhaus des Lößnitzgymnasiums wurde jedoch 1906–1907 nach einem Entwurf des Dresdner Architekten J. Arthur Bohlig ausgeführt; Eisold wurde nur mit der Bauausführung / Bauleitung beauftragt.
- 1907/1908: Haus Gertrud in Serkowitz, Roseggerstraße 3 (Entwurf: Oskar Menzel, Baurevision beantragt von Johannes Eisold)
- 1908/1909: Villa Roseggerstraße 5 in Serkowitz (Entwurf: Oskar Menzel)
- 1908/1909: Kurhaus Wettin in Oberlößnitz, Haidebergstraße 20 (Entwurf: Oskar Menzel)
- 1909/1910: Villa Steinbachstraße 18 in Serkowitz
- 1910: Erweiterungsbau für das Werksgebäude Radebeuler Maschinenfabrik August Koebig in Radebeul, Meißner Straße 17
- 1910/1912: Landhaus Steinbachstraße 16 in Serkowitz (Entwurf: Heino Otto)
- 1911: Anbau zur Mietvilla Rennerbergstraße 9 in Niederlößnitz (später Wohnsitz des Chemikers Walter König)
- 1911/1912: Meyerburg in Niederlößnitz, Mohrenstraße 5 (Entwurf: Schilling & Graebner, Villenkolonie Altfriedstein)
- 1912: Landhaus Weintraubenstraße 9 in Serkowitz
- 1912: Villa Hermann Metzke in Serkowitz, Straße des Friedens 55 (Entwurf dem Dresdner Architekten J. Arthur Bohlig zugeschrieben)
- 1912/1913: Villa Hermann Henke in Oberlößnitz, Am Goldenen Wagen 12
- 1912/1913: Landhaus Weintraubenstraße 5 in Serkowitz (Entwurf: Oskar Menzel)
- 1912/1916: Landhaus Steinbachstraße 11 in Serkowitz
- ab 1912: Siedlung „Eisoldsche Häuser“ in Serkowitz, Friedhofstraße 8–14, Paul-Gerhardt-Straße 1–13, Serkowitzer Straße 35–37 und Wasastraße 6–12
- 1914: Veranda-Anbau am Landhaus Paul Nieschke in Niederlößnitz, Ludwig-Richter-Allee 28 (Ursprungsentwurf: Heino Otto für Schilling & Graebner, Villenkolonie Altfriedstein)
- 1918: Vorentwurf für das Landhaus Max Schneider in Serkowitz, Weintraubenstraße 7
- 1925: Landhaus Donat Georg Jarschel in Serkowitz, Straße des Friedens 56
- 1926/1927: Landhaus Mozartstraße 2 in Serkowitz
- 1929: Doppelwohnhaus Jacob/Buhlmann in Radebeul, Karl-Marx-Straße 18/20
- 1935: Bauausführung des Wohnhauses Selma Zschocke in Serkowitz, Dr.-Schmincke-Allee 1c (Entwurf: Max Czopka)
- 1936/1937: Mehrfamilienhaus Roseggerstraße 2 in Serkowitz (Entwurf: Rudolf Eisold)

### Johannes Eisold

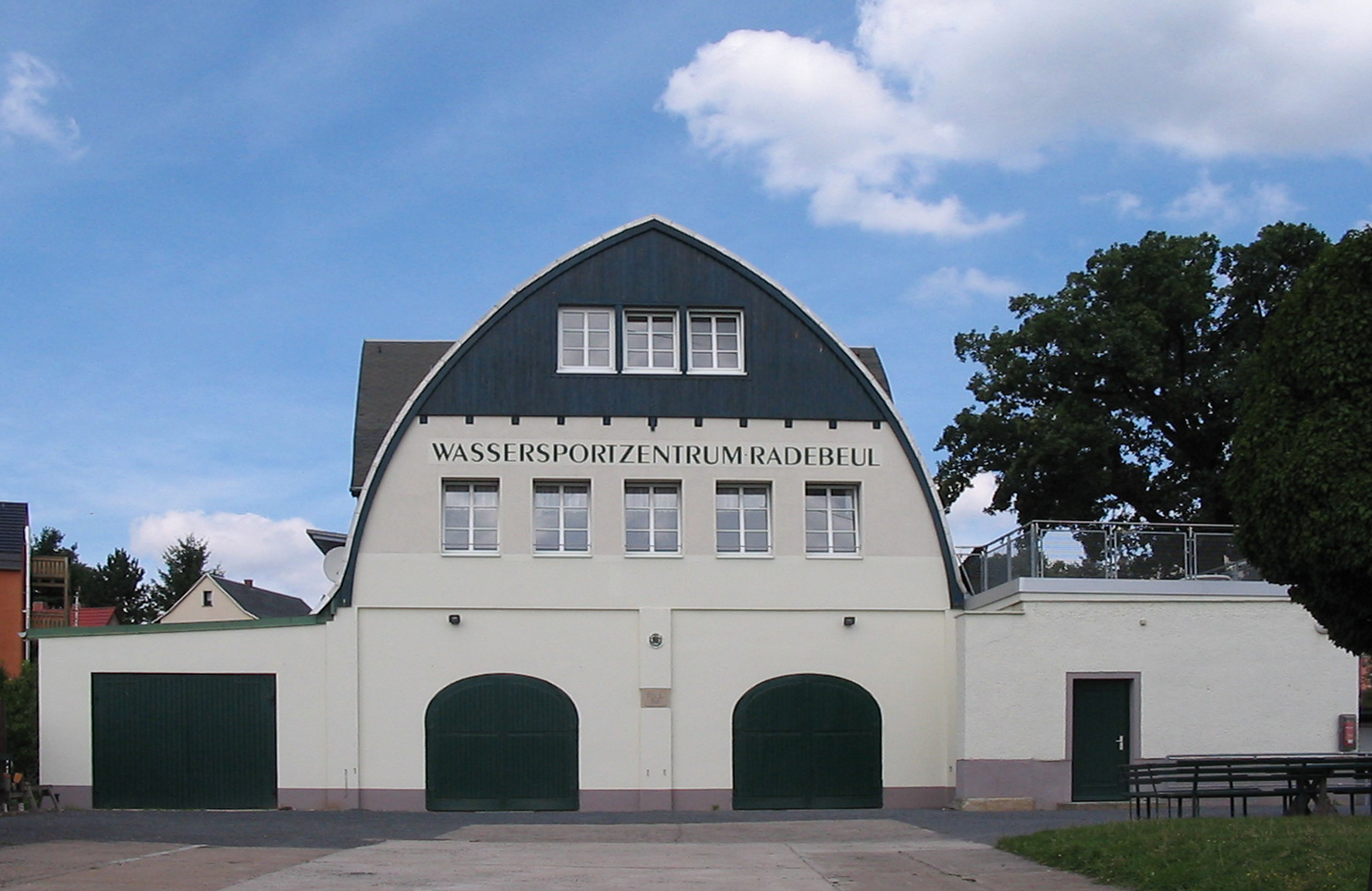
Zollingerdach-Bootshaus in Kötzschenbroda

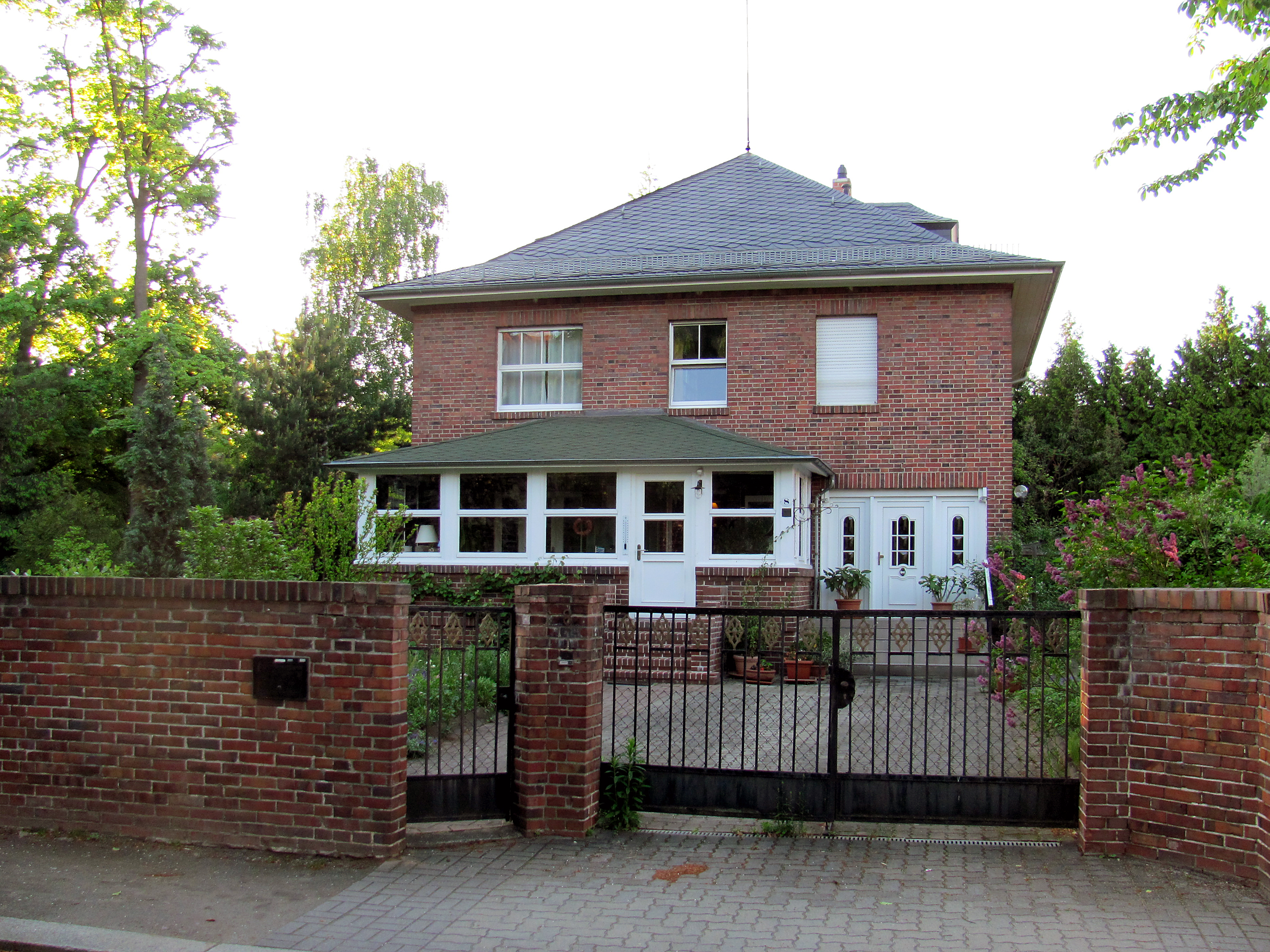
Wohnhaus Edna Fromm in Serkowitz, Mozartstraße 8

- 1910: Einfriedung Villa Otto E. Weber in Radebeul, Meißner Straße 47
- 1911: Mietvilla Johannes Eisold in Serkowitz, Meißner Straße 143
- 1911: Erkeranbau an Mietvilla Carl Gottfried Köhler in Alt-Radebeul, Goethestraße 7
- 1911: Villa Tautzschgenhof in Wahnsdorf, heute Radebeul, Graue-Presse-Weg 60/62 (Entwurf: Georg Heinsius von Mayenburg für die Eigentümer Richard Seifert und Otto Walther)
- 1911/1912: Mietshaus Emil Otto Leidhold in Alt-Radebeul, Louisenstraße 6
- 1911–1913: Villa Fanny Fischer in Niederlößnitz, Körnerweg 3 (Entwurf: Oskar Menzel)
- 1912: Doppelwohnhaus Oscar Dobschall in Alt-Radebeul, Goethestraße 13/15
- 1912: Mehrfamilienhaus Seestraße 21/23/Dresdner Straße 91 in Alt-Radebeul
- 1913: Landhaus Julius Caspar in Oberlößnitz, Weinbergstraße 3 (Entwurf: Oskar Menzel)
- 1919: Umbau der Villa Bernhard Große in Radebeul, Zinzendorfstraße 17 (zu jener Zeit im Besitz von Johannes Eisold)
- 1923: Bootshaus in Kötzschenbroda, An der Festwiese 9 (Entwurf: Alfred Tischer)
- 1923/1925: Landhaus Arelis van Egmond in Serkowitz, Steinbachstraße 7 (Entwurf: Alfred Tischer)
- 1926: Vierfamilien-Siedlungshäuser An der Siedlung 6 und 8 in Radebeul (für die Baugenossenschaft zu Radebeul, Entwurf: Max Czopka)
- 1926: Sechsfamilien-Doppelhaus Dresdner Straße 87/89 (für die Baugenossenschaft zu Radebeul, Entwurf: Max Czopka)
- 1926/1928: Winzerschule des Staatsweinguts in Oberlößnitz, Hoflößnitzstraße 60
- 1927: Fünffamilien-Wohnhaus Schillerstraße 15 (für die Baugenossenschaft zu Radebeul, Wohnanlage Kantstraße, Entwurf: Max Czopka)
- 1928: Sechsfamilien-Wohnhäuser Karl-Marx-Straße 19 und 22 in Alt-Radebeul (für die Baugenossenschaft zu Radebeul, Entwurf: Max Czopka)
- 1928: Wohnhausgruppe Wasastraße 9/Weststraße 1 in Serkowitz (Entwurf: Richard Martin für den Consum Verein für Pieschen und Umgebung, Teil der Siedlung „Eisoldsche Häuser“)
- 1928/1929: Zollbau-Lamellen-Innendecke im Lutherhaus in Kötzschenbroda (sonstige Ausführung durch Gebrüder Kießling)
- 1929: Anbau an die Gewerbe- und Handelsschule der Lößnitzortschaften in Serkowitz, Straße des Friedens 58 (Entwurf: Gebrüder Kießling)
- 1930/1931: Wohnhaus Edna Fromm in Serkowitz, Mozartstraße 8
- 1931: Treppenhausanbau an die Villa Zillerstraße 5 in Niederlößnitz

### Gert Eisold

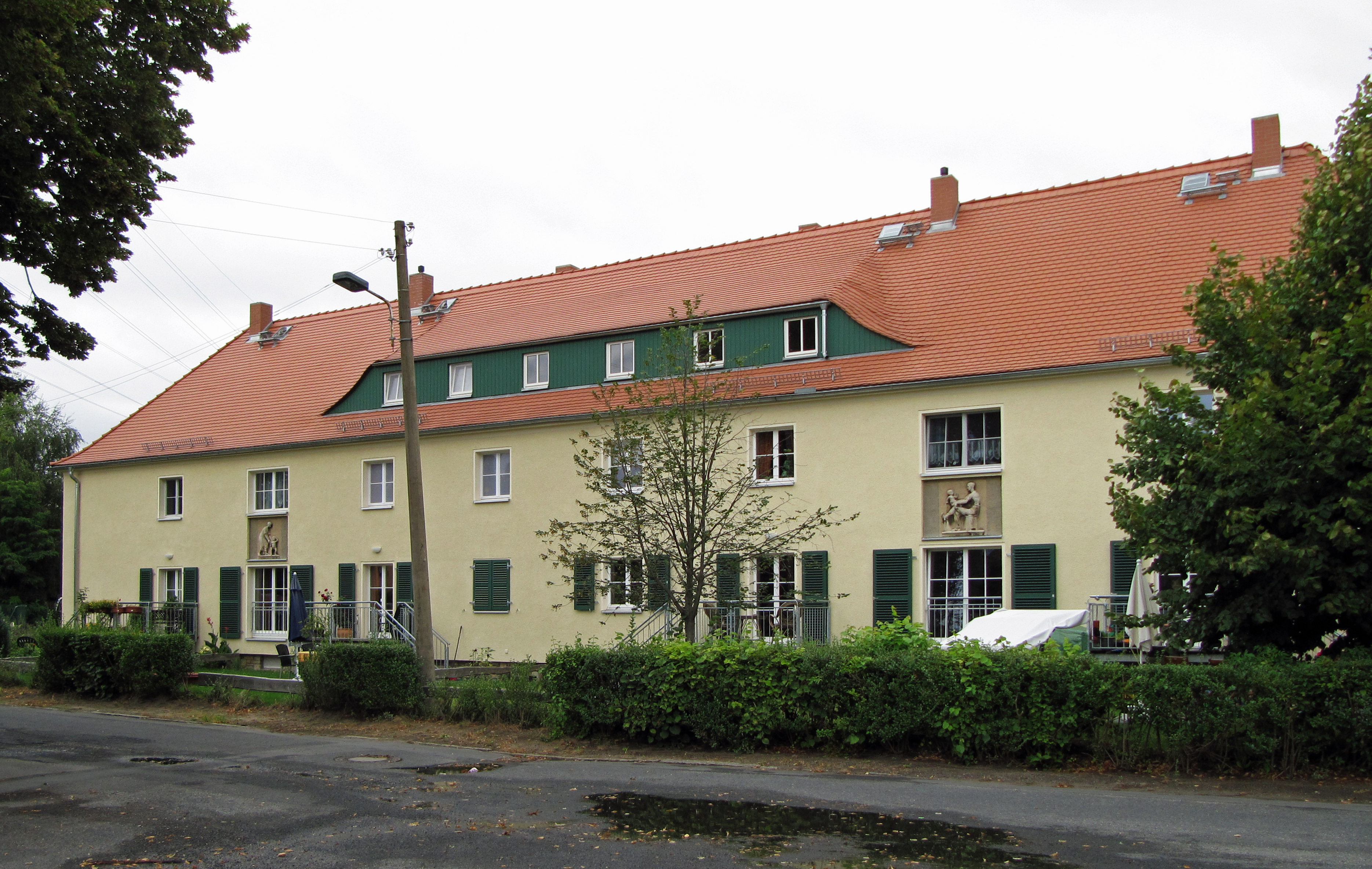
Siedlungshaus Brockwitzer Straße 2/4

- 1938/1939: „Volkswohnungen“ in der Siedlung der Landessiedlungsgesellschaft Sachsen im Radebeuler Stadtteil Naundorf (für die Landessiedlungsgesellschaft Sachsen, Entwurf: Albert Patitz)
  - Brockwitzer Straße 2/4
  - Kötitzer Straße 137–143
  - Tännichtweg 41–47
  - (Weistropper Straße 1–15 durch die Architekten Gebrüder Kießling)